# Veggie Pride

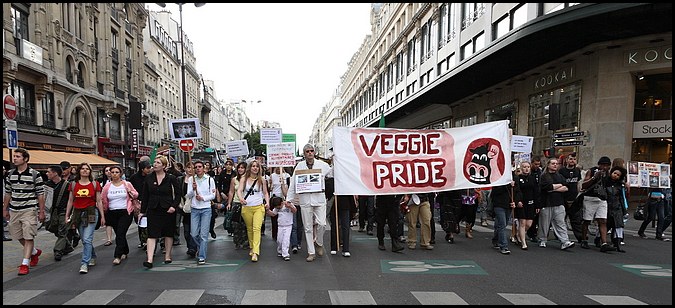
Veggie Pride 2008 à Paris

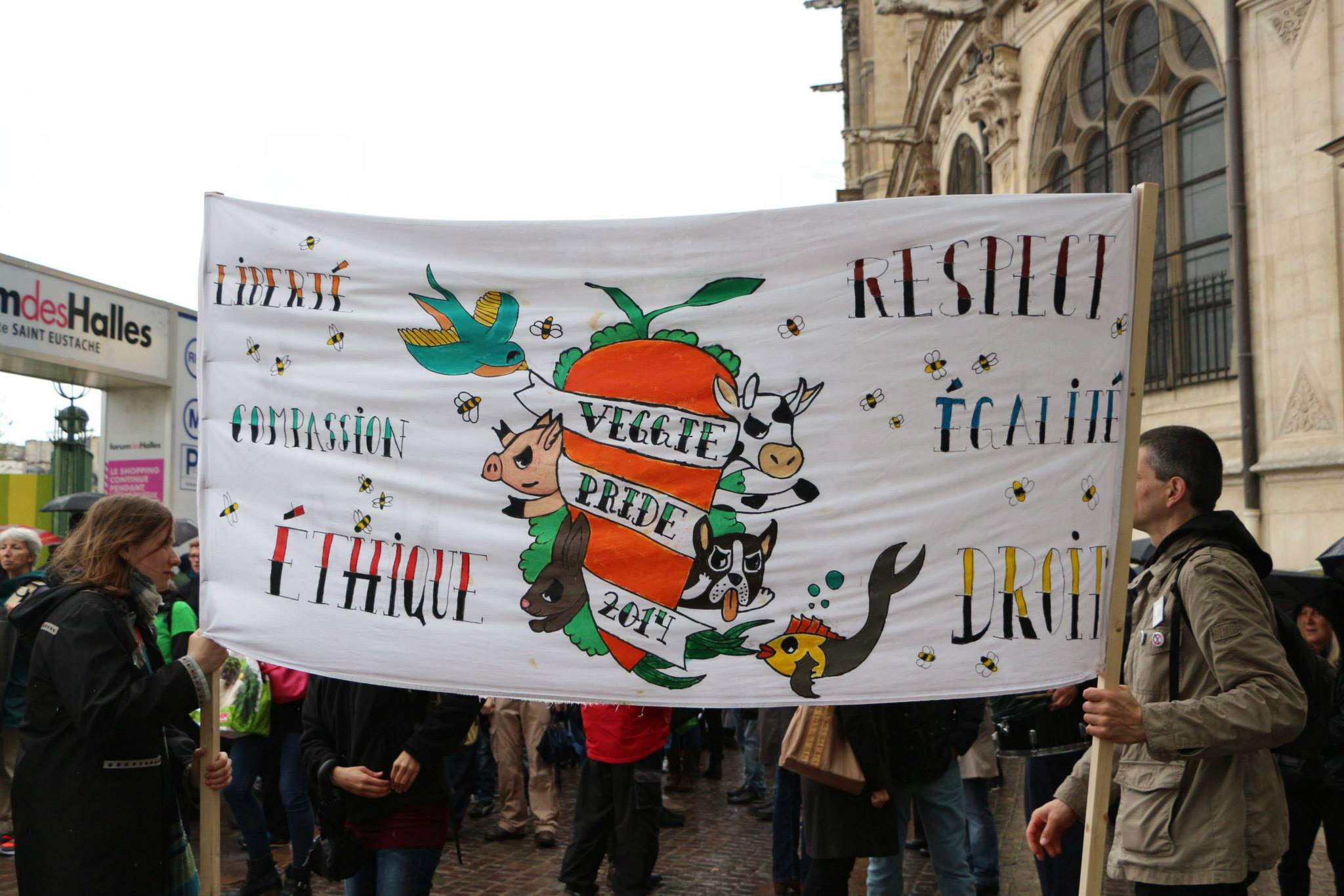
Banderole de la Veggie Pride 2014 à Paris.

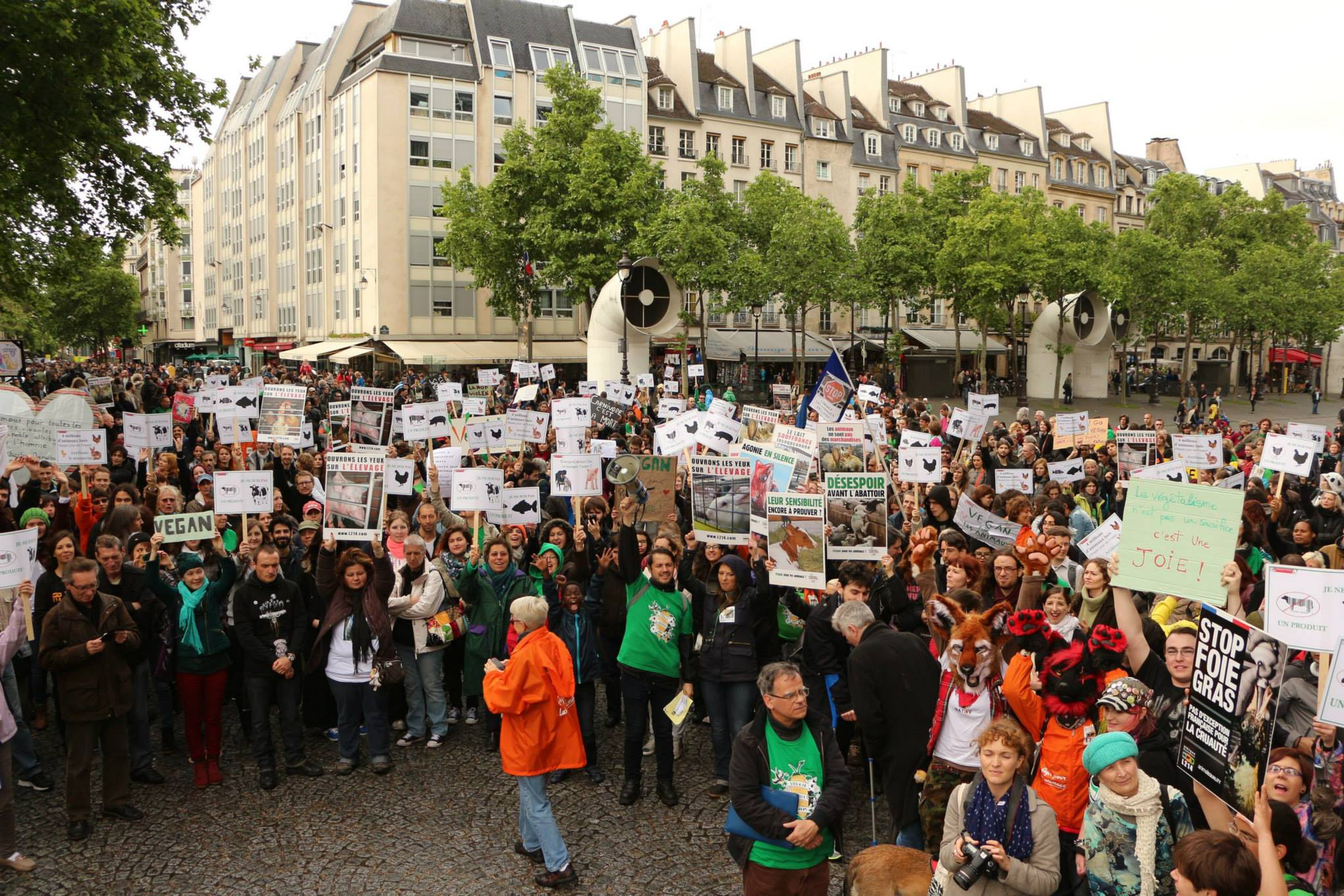
Participants à la Veggie Pride 2014 devant le Centre Pompidou

La Veggie Pride est une manifestation annuelle de personnes exprimant leur fierté de refuser de manger les animaux (végétariens, végétaliens ou véganes), dénonçant les discriminations dont elles s'estiment victimes, dans leur vie sociale (alimentation en collectivité, par exemple) ou dans la défense de leurs idées, notamment les droits des animaux. Elle vise à lutter contre le spécisme et à ouvrir le débat sur la légitimité de la consommation des animaux. 

## Description
La Veggie Pride vise à lutter contre le spécisme tout en mettant l'accent sur un végétarisme éthique (ne pas manger les animaux qui sont des êtres sentients), plutôt qu'un végétarisme écologique ou diététique. Refusant le repli de la communauté végétarienne/lienne sur elle-même et remarquant qu’il existe des végétariens/liens de tous les horizons, ce rassemblement vise au contraire à sensibiliser le public et à lui montrer que le végétarisme/lisme est un sujet qui concerne la société tout entière. La Veggie Pride montre, par la présence même de ses participants, la possibilité concrète d'un régime végétarien/lien la difficulté pratique de le suivre dans la société et la nécessité éthique de vivre sans tuer ni exploiter.
Selon le sociologue Fabien Carrié, l'initiative de cette manifestation revient à des groupes français se réclamant de la cause animale (militants animalistes, intellectuels ayant importé en France l'antispécisme, courant de pensée anglo-saxon). Déçus par l'échec de la mobilisation pour leur cause animale, ils s'investissent dans la cause végane, inventent de nouvelles notions et mots d’ordre, autant de mesures qui sont lues « comme des tentatives d’universalisation des carrières malheureuses des antispécistes, en vue de politiser des pratiques alimentaires et des modes de consommation jusque-là conçus pour l’essentiel comme extérieurs à l’ordre politique (Lagroye 2003 ; Aït-Aoudia, Bennani-Chraïbi, Contamin 2010). Le processus de politisation toutefois n’advient pas sans difficulté : si la veggie pride n’a cessé de prendre de l’ampleur depuis son lancement en 2001, du fait qu’elle constitue la seule manifestation unitaire de la cause animale en France, la notion de végéphobie n’a jusque-là que peu essaimé. Elle reste largement confidentielle et suscite des résistances de la part des militant·e·s animalistes, et ce jusque dans les espaces dédiés à sa promotion ».

## Dans le monde
Initialement parisien, cet événement s'est peu à peu répandu dans le monde entier :
- 2001 à 2007: Paris
- 2008 : Paris, Rome, New York
- 2009 : Birmingham, Lyon, Milan, Prague, New York, Los Angeles
- 2010 : Lyon, Milan, Los Angeles, Birmingham, New York
- 2011 : Marseille, Paris
- 2012 : Marseille, Chicago, New York, Toronto
- 2013 : Genève, New York, Toronto, Chicago
- 2014 : Paris, Chicago, Toronto, New York
- 2015 : Chicago, Paris, New York

Sur le continent américain, c'est plutôt la forme de la parade qui prédomine.
L'événement se déroule en général sur une ou deux journées. Néanmoins, l'édition de Genève en 2013, d'envergure internationale, rassemble des végétariens/liens du monde entier sur quatre jours de manifestations, de happenings, de débats et de fêtes.
L'édition 2014 a lieu à Paris le week-end des 10 et 11 mai 2014, elle se compose d'une marche, d'une soirée de concerts et d'une journée de conférences.
En 2015, la Veggie Pride de Paris a lieu les 10 et 11 octobre et prend la forme d'un festival antispéciste, constitué d'un carnaval, d'un bal et d'une journée de conférences.